# Прохідний провулок (Житомир)
Прохідний провулок — провулок в Корольовському районі міста Житомира.

## Характеристики
Розташований в центральній частині міста, у Старому місті. Бере початок з вулиці Бориса Тена, прямує на південний схід та завершується перехрестям з Хлібною вулицею.  
Забудова провулка — садибна житлова. Початок та кінець провулка оточують садиби, що сформувалися до початку ХХ століття. Середина провулка забудована індивідуальними житловими будинками 1950 — 1960-х рр. 

## Історія
Середина провулка, спрямована на південний схід, являє собою залишок стародавньої дороги з середмістя до Левкова, що поступово втратила своє значення. До кінця ХІХ століття залишок дороги опинився в новосформованому кварталі, обмеженому вулицями Кашперівською (нині Бориса Тена), Хлібною, Базарною (нині Святослава Ріхтера), Садовою (тепер Івана Кочерги), прокладеними згідно з генеральними планами середини ХІХ сторіччя. 
До 1941 року сформувалася нинішня конфігурація провулка. Провулок позначений на мапі міста 1941 року як «Durchgang» (нім.) — «прохід». Забудова провулка сформувалася після Другої світової війни.
До 1996 року мав назву Сквозний (Наскрізний) провулок. У 1996 році топонім уточнений в україномовному варіанті — Прохідний провулок.